# Pirâmide etária

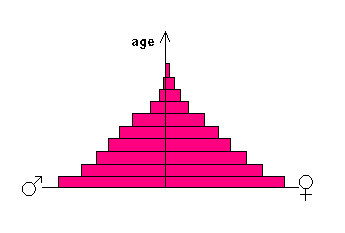
Distribuição dos dados em uma pirâmide etária.

Pirâmide etária ou pirâmide demográfica, consiste num histograma que mostra a distribuição de diferentes grupos etários em uma população (típica de um país ou região do mundo), em que normalmente se cria a forma de uma pirâmide cuja altura é proporcional à quantidade  que representa a estrutura da população por sexo e idade, designado de cortes. Esse gráfico é constituído de dois conjuntos de barras que representam o gênero e a idade de um determinado grupo populacional. É baseado numa estrutura etária da população, ou seja, a repartição da população por idades.
Nesse tipo de gráfico, cada uma das metades representa um sexo; a base representa o grupo de crianças e jovens ( dos 0 até os 19 anos); a área intermediária ou corpo representa o grupo adulto (entre 19 até 60 anos); e o topo ou ápice representa o grupo idoso ou terceira idade (acima de 60 anos).
As pirâmides etárias são usadas, não só para monitorar a estrutura de sexo e idade, mas como um complemento aos estudos da qualidade de vida, já que podemos visualizar a média do tempo de vida, a taxa de mortalidade e a regularidade, ou não, da população ao longo do tempo. Quanto mais alta a pirâmide, maior a expectativa de vida e, consequentemente, melhor as condições de vida daquela população. É possível perceber que quanto mais desenvolvido economicamente e socialmente é o país, mais a sua pirâmide terá uma forma retangular.

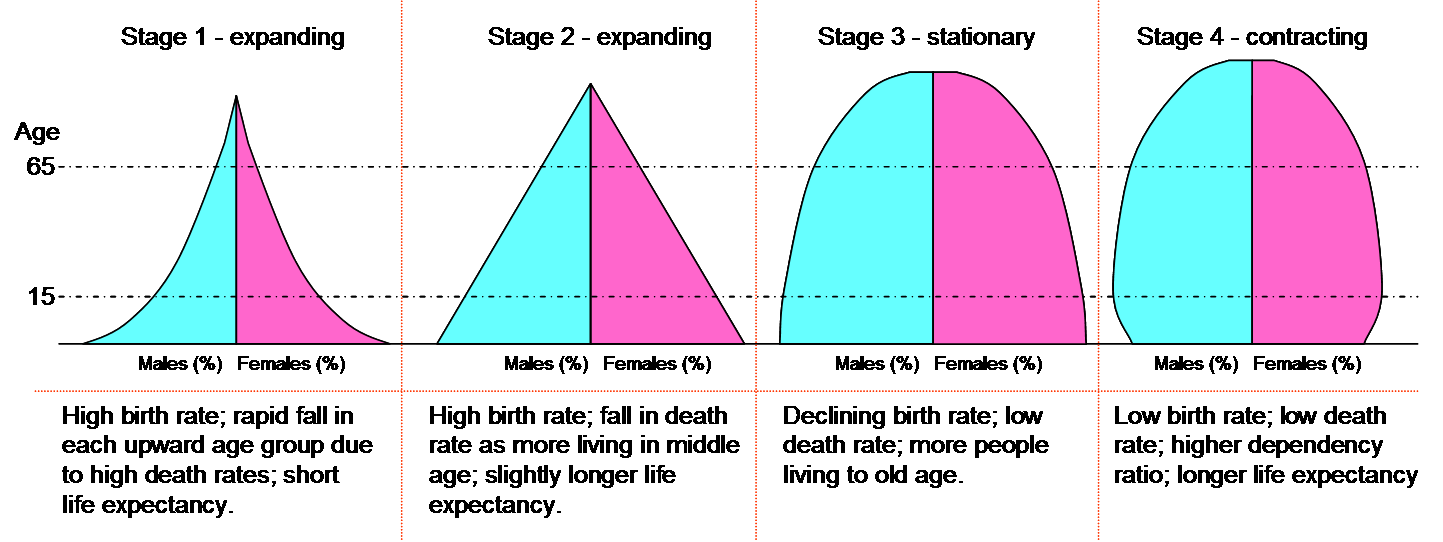
Pirâmides etárias de acordo com os 4 estágios de transição demográfica.

Uma guerra, por exemplo, provoca distúrbios visíveis numa pirâmide etária: uma queda no número de jovens e adultos do sexo masculino é o mais comum deles. Normalmente, após uma crise como essa, é notável uma reposição populacional estimulada pelo governo, chamada de baby boom.
A galeria a seguir mostram os 4 estágios de transição demográfica, exemplificados através de dados de 4 países através de suas respectívas pirâmides etárias, além de 3 países com desequilíbrio em suas pirâmides:

## Países Iusófonos

### Brasil
A estrutura etária do Brasil foi modificando-se com o tempo adquirindo cada vez mais o formato de países com populações mais velhas, havendo um estreitamento da base da pirâmide nas últimas décadas. A mediana de idade da população passou de 18 anos em 1950 para 27 anos em 2011.
A pirâmide etária do Brasil constitui-se em porcentagens por :
- 0-14 anos: 28.2%
- 15-24 anos: 45.7%
- 25-54 anos: 50.6%
- 55-64 anos: 6.2%
- 65 anos ou mais: 9.5%

### Medianas de idades dos países lusófonos
Medianas de idades total (homens e mulheres).
| País                | Mediana |
| ------------------- | ------- |
| Angola              | 17.7    |
| Brasil              | 31.3    |
| Cabo Verde          | 23.5    |
| Guiné-Bissau        | 19.7    |
| Macau               | 37.2    |
| Moçambique          | 16.8    |
| Portugal            | 40.7    |
| São Tomé e Príncipe | 17.6    |
| Timor-Leste         | 18.4    |